# Leon Gnatowski
Leon Jakub Gnatowski (ur. 25 lipca 1903 w Różanie, zm. 8 sierpnia 1987) − oficer Wojska Polskiego II Rzeczypospolitej i Polskich Sił Zbrojnych, podpułkownik piechoty, uczestnik bitwy o Monte Cassino.

## Życiorys
Urodził się 25 lipca 1903 w rodzinie Bolesława i Józefy z d. Gumowskiej.
W 1920 roku zaciągnął się na ochotnika do Wojska Polskiego i wziął udział w wojnie z bolszewikami. Mając 17 lat dowodził małą grupą żołnierzy i zdołał wziąć do niewoli kilkudziesięciu żołnierzy wroga, za co został odznaczony Orderem Virtuti Militari. Według legendy, Józef Piłsudski miał go udekorować własnym orderem.
Po wojnie ukończył Oficerską Szkołę dla Podoficerów w Bydgoszczy i został zawodowym oficerem. 26 sierpnia 1924 roku Prezydent RP mianował go podporucznikiem ze starszeństwem z dniem 31 sierpnia 1924 roku i 97. lokatą w korpusie oficerów piechoty. 1 września 1926 roku został mianowany porucznikiem ze starszeństwem z dniem 31 sierpnia 1926 roku i 89. lokatą w korpusie oficerów piechoty. W 1928 był przydzielony do 80 pułku piechoty. W sierpniu 1931 roku został przeniesiony ze Szkoły Podoficerów Zawodowych Piechoty do Szkoły Podoficerów Piechoty dla Małoletnich Nr 2 w Grudziądzu (od 1932 roku w Śremie). 22 lutego 1934 roku został awansowany do stopnia kapitana ze starszeństwem z dniem 1 stycznia 1934 roku i 101. lokatą w korpusie oficerów piechoty.
W kampanii wrześniowej dowodził kompanią ciężkich karabinów maszynowych w 77 pułku piechoty, był dwukrotnie ranny. Po zakończeniu walk znalazł się w strefie okupacji radzieckiej. Bojąc się prześladowania polskich oficerów, przebrał się w mundur szeregowego i występował pod fałszywym nazwiskiem. Podjął próbę przedostania się przez Węgry do Francji, ale został aresztowany na granicy i zesłany do Workuty, gdzie przebywał dwa lata.

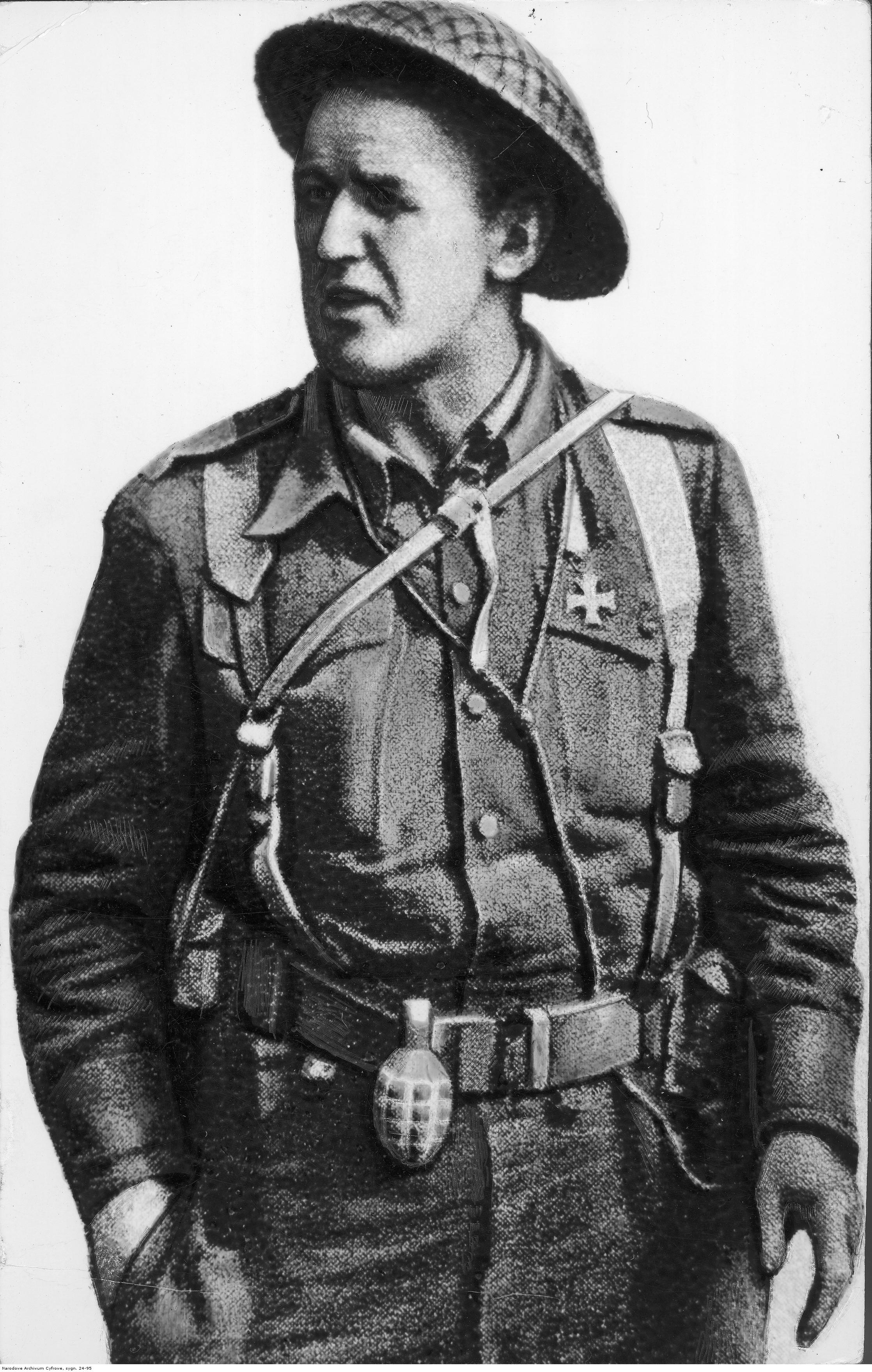
Leon Gnatowski, mjr, zastępca d-cy 15 batalionu 5 Kresowej Dywizji Piechoty

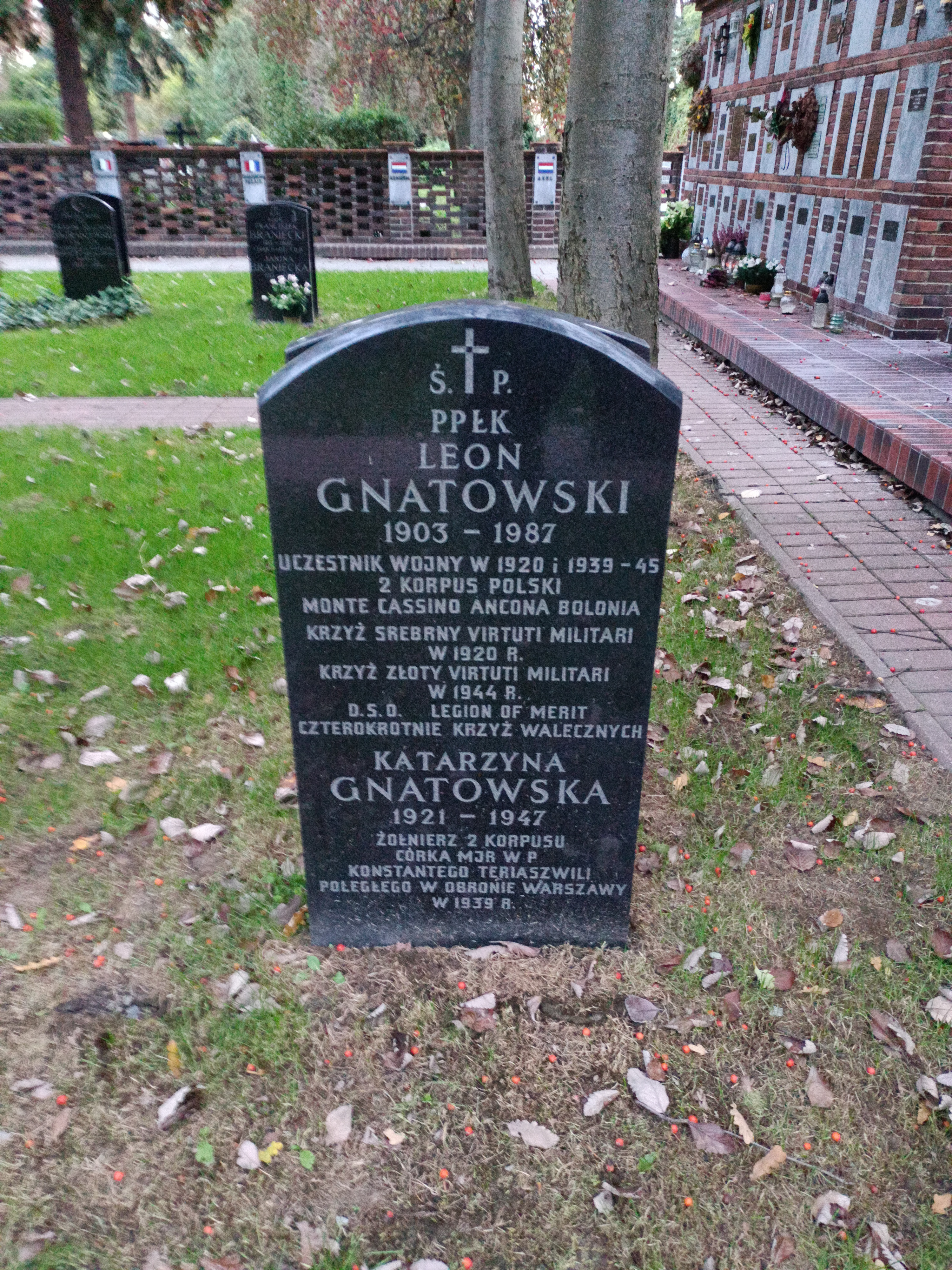
Grób Leona Gnatowskiego i jego żony na Cmentarzu Wojskowym na Powązkach

W 1942 roku wstąpił do armii Andersa, w której dowodził I batalionem 13 pułku piechoty „Rysiów”. Następnie pełnił funkcję zastępcy dowódcy 13 Wileńskiego batalionu strzelców „Rysiów”, a później w stopniu majora zastępcy dowódcy 15 Wileńskiego batalionu strzelców „Wilków”. W bitwie o Monte Cassino dowodził atakiem na wzgórze „Widmo”, walczył w pierwszej linii. Za tę bitwę został odznaczony Złotym Krzyżem Virtuti Militari. Następnie brał udział w bitwie o Ankonę, dowodził zgrupowaniem prowadzącym pościg za wycofującymi się Niemcami. Po bitwie został awansowany na podpułkownika. 17 maja 1944 roku został dowódcą 15 baonu „Wilków”. Od 28 października 1944 został zastępcą dowódcy 5 Wileńskiej Brygady Piechoty, 5 Kresowej Dywizji Piechoty.
Po zakończeniu wojny nie wrócił do kraju. Ożenił się z Katarzyną Teriaszwili, córką polskiego oficera pochodzenia gruzińskiego. Miał z nią syna Macieja, który urodził się w 1946 roku. Żona zmarła w kilka tygodni po porodzie. Początkowo założył zakład tapicerski, po jego upadku zatrudnił się w fabryce tworzyw sztucznych. Po uzyskaniu brytyjskiej emerytury wojskowej, zaczął inwestować w nieruchomości i prowadzić działalność charytatywną dla emigracji. Przyjął obywatelstwo brytyjskie, kilkakrotnie odwiedził Polskę.
Zmarł w 1987 roku, a w 2009 roku został pochowany na Cmentarzu Wojskowym na Powązkach (kwatera C30-X-40a).
Jego bratem był Aleksander Gnatowski.

## Ordery i odznaczenia
- Krzyż Złoty Orderu Wojennego Virtuti Militari nr 35[4]
- Krzyż Srebrny Orderu Wojskowego Virtuti Militari nr 3458 (1921)[5]
- Krzyż Walecznych (dwukrotnie)[6][7]
- Złoty Krzyż Zasługi z Mieczami[6]
- Medal Wojska[6]
- Krzyż Pamiątkowy Monte Cassino nr 16989[7]
- Odznaka za Rany i Kontuzje (trzykrotnie)[7]
- Oficer Legii Zasługi (USA, 22 stycznia 1948)[7]
- Gwiazda za Wojnę 1939−1945 (Wielka Brytania)[6]
- Gwiazda Italii (Wielka Brytania)[6]
- Order Wybitnej Służby (Wielka Brytania, 31 grudnia 1944)[7]
- Medal Wojny 1939−1945 (Wielka Brytania)[6]
- Krzyż Wojenny za Męstwo Wojskowe (Włochy)[7]

## Upamiętnienie
Od 7 lutego 2020 roku ulica w Różanie nosi nazwę ppłk. Leona Jakuba Gnatowskiego.